# Hizb ut-Tahrir
Hizb ut-Tahrir al-Islami, även känt som Det islamiska befrielsepartiet, är en fundamentalistisk panislamisk rörelse med förgreningar över stora delar av världen som grundades 1953 i Jerusalem av palestiniern Taqi ad Din al Nabhani. Rörelsen arbetar för en världsomspännande islamisk stat, ett kalifat efter mönster från Muhammeds tid som manar till kamp mot världsliga och icke-islamiska regimer vilket gör dem motståndare till demokratiska och sekulära samhällsformer. De erkänner inga religioner utöver islam. Rörelsen hävdar själv att den för kampen med fredliga medel och förnekar kontakt med andra islamiska grupperingar. Hizb ut-Tahrir är omstritt och förbjudet i många länder i Mellanöstern och Centralasien.
Hizb ut-Tahrir är en radikal sunnimuslimsk rörelse. Ryssland har listat den som en förbjuden terroristorganisation och Tyskland har förklarat organisationen som olaglig på grund av antisemitism och antiisraelisk propaganda. Rörelsen har som klart uttalat mål att avskaffa demokratin och istället införa ett islamistiskt shariastyrt samhälle.

## Bakgrund
Rörelsen verkade ursprungligen främst i Jordanien och Saudiarabien, varifrån den spridit sig i arabvärlden och därifrån vidare till västvärlden. Numera finns den representerad i över 40 länder, bland annat Storbritannien, Danmark och Sverige. Hizb ut-Tahrir uppskattas ha omkring en miljon medlemmar, trots att den är förbjuden i en rad länder. 
Hizb-ut-Tahrir har ingen organiserad verksamhet i Nederländerna, vilket förklaras av att landet saknar ej har stora grupper invandrare från Pakistan eller Indien.

## Verksamhet i Australien
Partiet är etablerat i Australien där det hade 300 medlemmar år 2015. Enligt deras talesman Wassim Dourehi år 2015 stödde gruppen inte den Islamiska Staten men fördömde inte personer som reste dit för att strida för kalifatet.
Danmarks immigrationsminister Inger Støjberg annonserade år 2017 att den australiska grenens talesperson Ismail al-Wahwah förts upp på listan på runt tio hatpredikanter och skulle under en period av två år nekas inresa.

## Verksamhet i Sverige
Hizb ut-Tahrir började etablera sig i Sverige år 2011.
Tidskriften Expo rapporterade 2012 om att Hizb ut-Tahrir var på väg att etablera sig i Sverige. Muslimska Multinationella Föreningen fungerar, enligt Expo, som en frontorganisation för Hizb ut-Tahrir i Sverige. Den svenska grenen har främst expanderat i Stockholmsregionen. De har en svensk hemsida på nätet och en officiell sida i sociala medier. Enligt Salahuddin Barakat, ordförande för Islamakademin, så är Hizb-ut-Tahrir en antidemokratisk rörelse. Företrädare från organisationen har under ett seminarium i Tensta sagt sig vara emot demokrati eftersom det strider mot islam, och emot integration av personer med muslimsk bakgrund.
Enligt Säpo arbetar den svenska grenen aktivt med att rekrytera personer inom rättsväsendet som kan få tag på sekretessbelagd information och kan påverka samhället som en del i rättsväsendet.
En framstående person inom Hizb ut-Tahrir i Sverige är Lway Al-Maeeni som samtidigt var kontaktperson och ordförande för KTH Muslimska Studenter, en medlemsförening i paraplyorganisationen Sveriges Unga Muslimer sedan år 2010.
År 2018 uppmanades muslimer av rörelsen att inte rösta i Riksdagsvalet i Sverige 2018.
I början av 2021 affischerade Hizb ut Tahrir i Järva samt delade ut flygblad med antidemokratiska budskap. Den islamistiska rörelsen organiserade även värvningsmöten och religiös undervisning.

## Verksamhet i Danmark

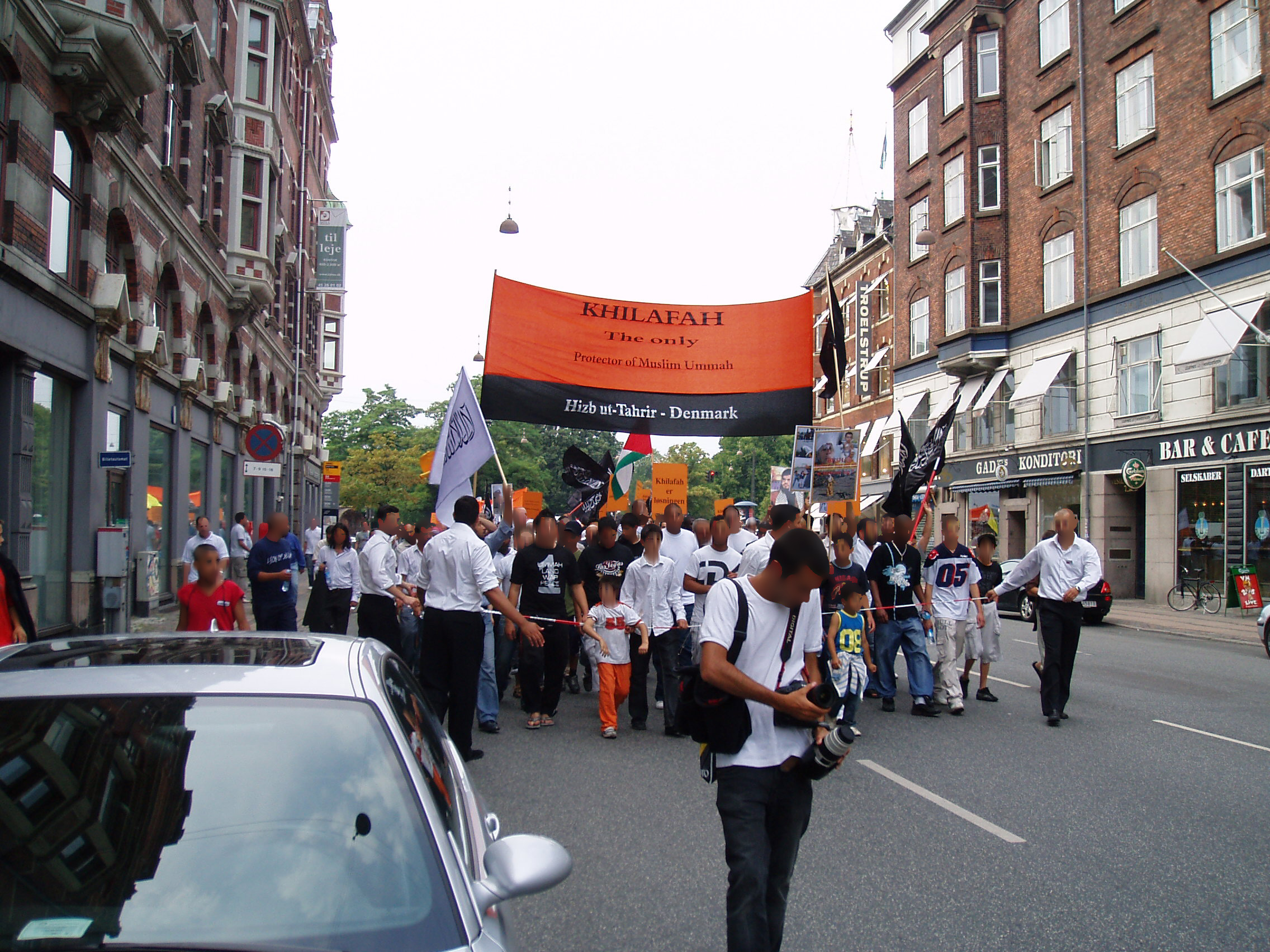
Hizb ut-Tahrir demonstrerar i Köpenhamn.

År 2007 skapade rörelsen en del rabalder i Danmark, sedan medlemmar av Hizb ut-Tahrir samlat majoritet i föräldrastyrelsen i den privata förskolan Salam, på Nørrebro i Köpenhamn och krävde att deras barn skulle uppfostras i enlighet med strikt islamiska värderingar. Pojkar och flickor skulle till exempel inte få leka tillsammans. 
I februari 2007 fick detta maktövertagande förskolans dåvarande ledning (två kvinnliga förskollärare) att avgå. Istället drevs förskolan några månader av sex muslimska barnskötare innan kommunen slutligen såg sig föranledd att ta över driften av förskolan och söka en ny ledning för densamma.
Rörelsens förre ordförande Fadi Abdulatif dömdes till fängelse två gånger, en gång för hets mot judar, dels för att ha hotat Danmarks statsminister.

## Verksamhet i Tyskland
Hizb ut-Tahrir har ingen verksamhet på nationell nivå, men har grupperingar i Nordrhein-Westfalen i städerna Dortmund, Duisburg, Essen och Ostwestfalen. Rörelsen belades med verksamhetsförbud år 2003, vilket bekräftades i Tysklands Högsta förvaltningsdomstol. I juni 2012 beslöt Europadomstolen att HIzb-ut Tahrirs överklagande av verksamhetsförbudet var ogiltigt.

## Verksamhet i Indonesien
Rörelsen förbjöds år 2017 i Indonesien.

## Verksamhet på Krim
På Krim finns en radikaliserad minoritet av krimtatariska ungdomar som är påverkade av islamistiska rörelser. Såväl Hizbut-Tahrir som salafistiska grupper har sedan början av 2000-talet ett fotfäste bland unga radikala krimtatarer, antalet medlemmar har anslagits till mellan 2000 och 15.000. Under Krim-konflikten har Ryssland pekat ut flera krimtatarer som extremister tillhörande Hizb ut-Tahrir. 2015 greps 14 krimtatarer anklagade för medlemskap i Hizb ut-Tahrir; fyra av dessa dömdes av den ryska militärdomstolen i Rostov vid Don till sju respektive fem års fängelse för terrorism.

## Ideologi

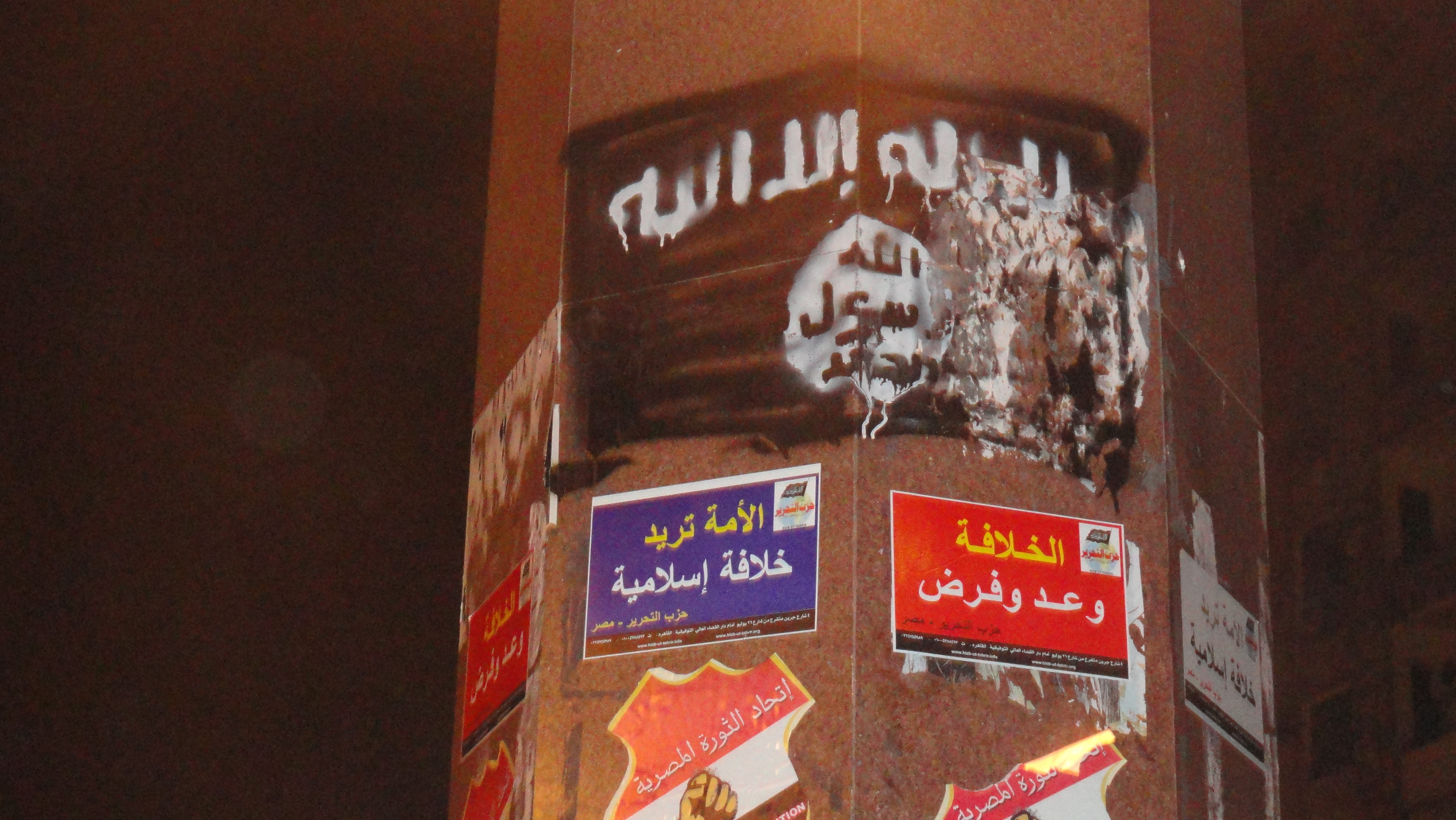
Hizb ut-Tahrir i Kairo förespråkar ett återupprättande av kalifatet.

Hizb ut-Tahrirs syfte är, enligt egen utsago, att återupprätta det islamiska samhället från det allvarliga förfall det drabbats av och befria det från "de otrognas" tankar, system och lagar. Man arbetar för att samhället ska genomsyras av islam och att alla aspekter av vardagslivet ska följa sharia-lagarna.
Organisationen vill samla alla muslimer i en islamisk stat, ett kalifat som ska styras enligt islamiska lagar och ledas av en vald kalif. Eftersom organisationen inte anser att demokrati är förenligt med den strävan uppmanas muslimer att inte rösta i val i Danmark, där rörelsen är representerad.

## Ledare
Grundaren Taqi ad Din al Nabhani dog 1977 och efterträddes av Abd al Qadim Zallum som, vid sin död 2003, i sin tur efterträddes av Ata Khalil abu Rashta.